# Зустрічальність виду
Зустрічальність виду (англ. frequency of species) — частка субквадратів, на яких вид зустрінутий в межах пробної площадки (часто виражається у відсотках). Визначення З. в.- один з найдешевших і найоб'єктивніших способів характеристики ролі виду у фітоценозі. Розрізняють З. в. абсолютну (відношення числа майданчиків, де зареєстрований вид, до загального числа майданчиків) і відносну (абсолютна З. в. віднесена до суми зустрічальностей всіх видів фітоценозу). Показник З. в. зручний в силу його суворій кількісності, що дозволяє легко визначати його дисперсію і помилку, а також зіставляти зустрічальності одного виду в різних угрупованнях або різних видів в одному співтоваристві засобами дисперсійного аналізу та інших статистичних методів.